# 足立 (足立区)
足立（あだち）は、東京都足立区の町名。現行行政地名は足立一丁目から四丁目。全域が住居表示地区である。

## 地理
東京都足立区の南部、綾瀬地域に属する。地域の東端に東武伊勢崎線小菅駅があり、同じく東部にJR常磐線と首都圏新都市鉄道つくばエクスプレスが通る。また、地域の西端には国道4号が通る。地域の北端は東武伊勢崎線五反野駅にも近接している。
一丁目に足立区立千寿第五小学校、足立一郵便局、二丁目に東武伊勢崎線小菅駅、三丁目に足立区立五反野小学校、足立三郵便局がある。
東は西綾瀬、葛飾区小菅、西は梅田、南は千住、北は中央本町と接する。

### 地価
住宅地の地価は、2025年（令和7年）1月1日の公示地価によれば、足立2-13-5の地点で28万円/m2となっている。

## 地名の由来
大正時代に荒川放水路が開削されるまでは、この地域は荒川南岸の千住地区と地続きであった。それまでのこの地域には東部が綾瀬村大字弥五朗新田、西部が千住町に分かれており（その他、五反野南町など細かく分かれていた）、放水路の開削後も旧千住町側住民は千住に、旧綾瀬村住民は弥五朗新田への帰属意識が強く、1964年（昭和39年）の住居表示の実施に向けての町村合併はきわめて困難なものであった。しかし当時の大神田貞英区議会議員が、新事業に向けて旧来の町村意識を変え、南足立郡の一つ家族として『足立』を町名にしよう、と住民らを説得し合意を得たという。

## 世帯数と人口
2025年（令和7年）1月1日現在（足立区発表）の世帯数と人口は以下の通りである。
| 丁目       | 世帯数    | 人口     |
| ---------- | --------- | -------- |
| 足立一丁目 | 1,678世帯 | 2,652人  |
| 足立二丁目 | 1,959世帯 | 3,253人  |
| 足立三丁目 | 2,126世帯 | 3,731人  |
| 足立四丁目 | 2,611世帯 | 4,233人  |
| 計         | 8,374世帯 | 13,869人 |

### 人口の変遷
国勢調査による人口の推移。
| 年                 | 人口   |
| ------------------ | ------ |
| 1995年（平成7年）  | 12,438 |
| 2000年（平成12年） | 12,518 |
| 2005年（平成17年） | 13,066 |
| 2010年（平成22年） | 13,870 |
| 2015年（平成27年） | 12,917 |
| 2020年（令和2年）  | 13,377 |

### 世帯数の変遷
国勢調査による世帯数の推移。
| 年                 | 世帯数 |
| ------------------ | ------ |
| 1995年（平成7年）  | 5,075  |
| 2000年（平成12年） | 5,401  |
| 2005年（平成17年） | 5,988  |
| 2010年（平成22年） | 6,937  |
| 2015年（平成27年） | 6,667  |
| 2020年（令和2年）  | 7,432  |

## 学区
区立小・中学校に通う場合、学区は以下の通りとなる（2023年4月時点）。なお、足立区では学校選択制度を導入しており、区内全域から選択することが可能。ただし、小学校に関しては、2018年（平成30年）度から学区域または学区域に隣接する学校のみの選択になる。
| 丁目       | 番地     | 小学校             | 中学校               |
| ---------- | -------- | ------------------ | -------------------- |
| 足立一丁目 | 1〜30番  | 足立区立足立小学校 | 足立区立第四中学校   |
| 足立一丁目 | 31番以降 | 足立区立足立小学校 | 足立区立第十一中学校 |
| 足立二丁目 | 全域     | 足立区立足立小学校 | 足立区立第十一中学校 |
| 足立三丁目 | 全域     | 足立区立足立小学校 | 足立区立第十一中学校 |
| 足立四丁目 | 全域     | 足立区立足立小学校 | 足立区立第四中学校   |

## 事業所
2021年（令和3年）現在の経済センサス調査による事業所数と従業員数は以下の通りである。
| 丁目       | 事業所数  | 従業員数 |
| ---------- | --------- | -------- |
| 足立一丁目 | 86事業所  | 568人    |
| 足立二丁目 | 64事業所  | 493人    |
| 足立三丁目 | 91事業所  | 537人    |
| 足立四丁目 | 133事業所 | 1,796人  |
| 計         | 374事業所 | 3,394人  |

### 事業者数の変遷
経済センサスによる事業所数の推移。
| 年                 | 事業者数 |
| ------------------ | -------- |
| 2016年（平成28年） | 433      |
| 2021年（令和3年）  | 374      |

### 従業員数の変遷
経済センサスによる従業員数の推移。
| 年                 | 従業員数 |
| ------------------ | -------- |
| 2016年（平成28年） | 3,521    |
| 2021年（令和3年）  | 3,394    |

## 交通

### 鉄道
- 東武鉄道
  - 東武伊勢崎線：小菅駅、五反野駅

### 道路・橋梁
- 国道4号（日光街道）
- 首都高速中央環状線
- 東京都道308号千住小松川葛西沖線（平和橋通り）
- 東京都道467号千住新宿町
- 花畑街道
- 千住新橋

## 施設
- 足立区立五反野小学校
- 足立区立千寿第五小学校
- 荒川千住新橋緑地

## 史跡
- 西之宮稲荷神社
- 高砂神社
- 三十番七面大明神社
- 新道神社
- 庚申塔石仏
- 建碑の疏
- 氷川神社

## 歴史
- 1964年（昭和39年）7月1日 - 日吉町の全域と五反野南町・日ノ出町三丁目・千住高砂町・千住末広町・伊藤谷西町・梅田町の一部で住居表示が実施され、足立一丁目-四丁目が成立。
- 1970年（昭和45年）11月20日 - 集中豪雨により足立4丁目で約100戸が床下浸水[17]。

## その他

### 日本郵便
- 郵便番号 : 120-0015[3]（集配局 : 足立郵便局[18]）。